# Réforme structurelle
Une réforme structurelle est une réforme engagée par l'État et les administrations publiques d’un pays afin de modifier les modes et processus de fonctionnement de l’État ou du système économique au niveau de ses structures.
Les réformes structurelles appartiennent ainsi souvent à la famille des réformes économiques et constituent un outil de politique de croissance pour les décideurs publics.

## Concept
Un système économique est soutenu par des institutions sous-jacentes, comme des institutions, des droits ou encore des processus de production. Une réforme structurelle vise à modifier les structures mêmes de l'économie (ou du fonctionnement de la puissance publique) afin d'en améliorer les résultats. Les réformes structurelles ont d'ordinaire pour objectif d'augmenter la croissance potentielle de l'économie.
Les réformes structurelles peuvent viser à adapter un pays à un nouvel ordre donné. Ainsi, l’ouverture des économies dans le cadre de la mondialisation économique a incité certains gouvernements à mettre en place des réformes structurelles visant à améliorer leur résilience. Par ailleurs, les changements technologiques et la transition vers une économie de la connaissance nécessite une adaptation des structures économiques et des règlementations. Réaliser des réformes structurelles conduit sur le long terme à une amélioration du solde des finances publiques.
Par ailleurs, les réformes structurelles ne sont pas nécessairement associées à l'adaptation de l'économie à la mondialisation. Les réformes de structures peuvent aussi être prises afin d'adapter l'économie au socialisme (comme les nationalisations industrielles et la nationalisation du crédit).

## Réforme structurelle par pays

### En France
En France, les réformes structurelles menées ou débattues sous les quinquennats des présidents Sarkozy et Hollande ont en général pour but de rétablir un équilibre budgétaire en lien avec le pacte de stabilité et de croissance dans l’Union européenne. Toutefois, il existe des divergences entre les économistes sur la façon de calculer,, un solde budgétaire structurel. La mesure de l'efficacité des réformes structurelles étant supposée être l'amélioration du solde structurel, il en résulte une divergence de fonds sur la dénomination : réformes structurelles.
Dans le cas de l'organisation du Système de santé français, certains partisans d'une réforme de ce dernier renvoient par exemple à la question de l'efficience d'une organisation basée principalement sur le secteur public par rapport à une logique qui serait majoritairement commerciale, ou plus concurrentielle. Ils s'appuient sur les comparaisons internationales dans le domaine de la santé  qui les amènent en particulier à rejeter l'idée qu'il existerait des réformes de structure identiques qui puissent avoir la même efficacité, et les mêmes avantages coûts/bénéfices dans tous les pays ou que les mêmes politiques structurelles peuvent s"appliquer indépendamment des spécificités nationales. Pour eux, les réformes structurelles sont en effet par définition propres à la structure juridique, économique, étatique d'un pays et peuvent aussi, par exemple, se décliner dans l'application d'un ajustement structurel en référence à un modèle d'organisation réputé plus efficient.
L'OCDE recommandait par exemple en 2012, pour la France :
- de simplifier le "mille-feuille" administratif : diminution du nombre de régions (Comité pour la réforme des collectivités locales).
- d'améliorer et développer la formation professionnelle et la formation continue[11]
- d'augmenter le rapport bénéfice/coût du système de santé : médicaments génériques[12], pertinence des actes (Tarification à l'activité[13]).
- de modifier la fiscalité incitative : pertinence de certaines niches fiscales, fiscalité écologique, financement de l'investissement des entreprises[14].

Tandis que la commission européenne recommandait plutôt en 2013 :
- De diminuer les cotisations salariales, tout en restant dans les contraintes budgétaires du Tscg (déficit public nul requis par l'article 4, dès 2013), en assurant le financement à long terme (Cades) du système de retraites (dont le déficit en mars 2013 est estimé à l'horizon 2017 à 21 milliards)[16], celui de l'assurance chômage dont le déficit s'élèverait fin 2013 à 18 milliards d'euros[17] et celui de la sécurité sociale, dont la prévision de déficit pour la seule année 2013 est de 14,3 milliards d'euros[18] et dont le déficit cumulé est en 2013 de l'ordre de 160 milliards d'euros[19].
- D'augmenter la concurrence dans certains secteurs comme : le transport ferroviaire, le marché de l'électricité.
- De favoriser l'accès à certaines professions, qui serait trop difficile : avocats, vétérinaires..

En 2016, un nouveau rapport intitulé "Bilan approfondi sur la prévention et la correction des déséquilibres macroéconomiques" a été publié . Il est préconisé en particulier :
- de réduire le cout du travail [21],[22].
- d'élargir la base d'imposition sur la consommation[23],[24],[25].
- de faciliter, aux niveaux des entreprises et des branches, les dérogations aux dispositions juridiques générales[26] (Loi El Khomri).

D'autres pistes sont envisageables comme la réduction du déficit de la SNCF, dont la dette fin 2015 s'élevait à 58 Milliards d'Euros .
La France a engagé depuis 2017(durant la première présidence d'Emmanuel Macron en en continuité avec la fin de la présidence de François Hollande) un programme de réformes structurelles en réduisant la fiscalité particulièrement sur les entreprises dans le but de gagner en compétitivité extérieure:
- Réduction de l’impôt sur les sociétés
- Allègement des impôts de production
- Plafonnement de la Contribution économique territoriale en fonction de la valeur ajoutée
- Transformation du Crédit d’impôt compétitivité emploi (CICE) en un allègement des cotisations sociales d’assurance maladie

La baisse du coût du travail en France est obtenue en particulier au niveau du salaire minimum : 10,54 €/h en France contre 11,24 €/h en Allemagne.
Des mesures ont été prises qui ont pour but de transformer le modèle social français vers plus de flexibilité dont on peut retenir  principalement :
- L'application effective des ordonnances Travail :
  - La baisse du nombre de recours devant les prud’hommes liés aux licenciements individuels
  - L'utilisation de la rupture conventionnelle collective par les entreprises facilitant les licenciements avec accord d'entreprise
- La simplification et la sécurisation des licenciements économiques et de la rupture du contrat de travail
- La possibilité d’ajustement de la rémunération et du temps de travail, dans le cadre d’un accord de performance collective
- La création d'une seul instance de représentation des salariés, le comité social et économique (CSE), ce qui entraîne la disparition des CHSCTs[28]

Dans les années 2020, de nouvelles règles d’indemnisation du chômage rentrent en application visant à rectifier certain biais et qui entraîneront des économies pour Pole emploi (Assurance Chômage),.
- Il ne sera plus possible de gagner davantage au chômage qu’en travaillant.
- il faudra travailler davantage pour ouvrir des droits à l’assurance chômage.
- Les modalités d’indemnisation du chômage tiendront désormais compte du niveau de revenu des salariés

En 2022 l'assurance chômage renouera avec des excédents, la conjugaison de plusieurs facteurs l'explique, le moindre recours à l'activité partielle, l'amélioration de la situation de l'emploi, les premiers effets de l'entrée en vigueur de la réforme de l'assurance-chômage.
En 2023, la prolongation de la vie active des travailleurs est actée par le passage progressif de l'âge légal, auquel les travailleurs peuvent faire valoir leurs droits à la retraite, de 62 ans à 64 ans.
En 2023, les régimes spéciaux de retraite  sont supprimés pour les agents  nouvellement embauchés ,suivant ceux de la SNCF, de la RATP, des industries électriques et gazières, des clercs de notaire et de la Banque de France.
avec alignement progressif sur le régime général,.

## Programmes

### Réforme structurelle et Pacte de stabilité et de croissance dans l’Union européenne
Dans ce cadre, la Commission européenne définit une réforme structurelle comme une réforme qui aggrave le déficit public à court terme, mais produit à long terme un impact positif[réf. nécessaire], pouvant être quantifié, sur le solde public. Cette réforme structurelle permet d’accroître la croissance potentielle, et donc en moyenne la croissance effective du PIB.

### Réformes structurelles mises en place par le FMI et la Banque mondiale
Le Fonds monétaire international et la Banque mondiale ont mis en place des plans dits d'ajustement structurel, applicables aux pays faisant la demande de soutien financier de la part du FMI.

## Effets

### Effet négatif sur la croissance de court terme
Les réformes structurelles ont généralement un effet négatif sur la croissance à court terme.
Dans un environnement de taux d'intérêt faible, nul, voire négatif, les réformes structurelles peuvent avoir un effet récessif et provoquer une hausse du taux d'intérêt réel. Cette conclusion a toutefois fait l'objet d'une remise en question à partir de simulations basées sur le modèle QUEST.

### Effet négatif sur l'emploi de court terme
Une étude de 2018 sur des données de pays de l'OCDE sur trente années montre qu'il y a un coût transitoire important des réformes structurelles en termes de niveau d'emploi, qui baisse pendant les trois années qui suivent l'implémentation des réformes en moyenne. Les auteurs préconisent ainsi de séquencer les réformes, de commencer par des réformes du marchés des biens et en dernier celles sur le marché du travail.

## Débats et critiques

### Ignorance des autres facteurs
Dans une étude de 2010, Jean-Paul Fitoussi et ses co-auteurs se montrent critiques envers l'idée de nécessité des réformes structurelles en Europe dans les années 2010. Il soutient que la croissance morose est alors due à des politiques macroéconomiques restrictives (dont une compression de la demande), d'autant plus que des réformes structurelles avaient déjà été achevées dans la zone.

### Instrumentalisation politique
L'étude de 2010 de Fitoussi et ses co-auteurs soutient que la rhétorique politique des réformes structurelles viserait à faire accepter une nouvelle norme de répartition des revenus à la société. Paul De Grauwe et ses coauteurs soutiennent, dans The Political Economy of Structural Reforms in Europe, que le concept de réforme structurelle est instrumentalisé par la rhétorique politique pour servir d'autres objectifs.

### Sources
- « Le chemin sinueux de la réforme structurelle », OCDE, mai 2007